# Carolina Birkner
Carolina Birkner (* 30. April 1969 in Bariloche) ist eine ehemalige argentinische Skirennläuferin.

## Karriere
Ihr erstes internationales Großereignis bestritt Birkner 1986 bei den Juniorenweltmeisterschaften in Bad Kleinkirchheim. Dort erreichte sie Rang 44 im Riesenslalom. Ein Jahr später nahm sie an ihren ersten Weltmeisterschaften teil. In Crans-Montana belegte sie Platz 44 im Super-G sowie Rang 43 im Riesenslalom. Im Slalom schied sie aus.
Bei den Olympischen Winterspielen 1988 im kanadischen Calgary trat sie in vier Wettbewerben an, wobei sie ihr bestes Ergebnis im Slalom mit Platz 22 erzielte.
Bei ihren zweiten Weltmeisterschaften in Vail im darauffolgenden Jahr erreichte sie erneut Platzierungen um Rang 40 herum. Dies war zugleich ihr letzter internationaler Auftritt als Skirennläuferin.

## Privates
Carolina Birkner ist die Zwillingsschwester von Ignacio Birkner, der ebenfalls an den Olympischen Winterspielen 1988 teilgenommen hat. Weitere Geschwister sind Magdalena Birkner und Jorge Raúl Birkner Cogan. Außerdem ist sie die Tante von Cristian Simari Birkner, Macarena Simari Birkner, María Belén Simari Birkner, Tomás Birkner de Miguel sowie Jorge Francisco Birkner Ketelhohn die alle ebenfalls Skirennläufer waren. Ihre Neffen Bautista und Francisco Cruz Saubidet Birkner nahmen als Windsurfer an Olympischen Sommerspielen teil.

## Erfolge

### Olympische Winterspiele
- Calgary 1988: 22. Slalom, 24. Riesenslalom, 25. Kombination, 36. Super-G

### Weltmeisterschaften
- Crans-Montana 1987: 43. Riesenslalom, 44. Super-G, DNF Slalom
- Vail 1989: 43. Riesenslalom, 45. Super-G, DNF Slalom

### Juniorenweltmeisterschaften
- Bad Kleinkirchheim 1986: 44. Riesenslalom